# Canvas4
《Canvas4》是F&C FC01在2011年1月28日發售的戀愛冒險類型成人遊戲，後來由GN Software於2011年11月23日發售PlayStation Portable版《永恆練習曲 藏愛油畫4》（エターナル・エチュード Canvas4，Eternal Etude Canvas4）。由宇佐美涉作畫的漫畫連載於2010年至2011年秋田書店雜誌。

## 故事
小松原亮在下下周就要代表學校參加與姊妹校共同舉辦的「撫子藝術祭」出展畫作，然而亮因為卻無法繪畫人物來完成畫作而感到煩惱。

## 角色
小松原亮
本作的男主角，撫子學園1年級學生，美術社的成員。過去參加知名繪畫比賽「櫻畫展」獲得佳作，以美術特專生身份入學。
青桐琴乃（聲優：小倉結衣）
身高：157cm，體重：46kg，三圍：82/57/81
撫子學園1年級學生，亮的青梅竹馬，美術社的成員。
仁瀨彩月（聲優：有栖川みや美）
身高：148cm，體重：39kg，三圍：72/45/74
撫子學園1年級學生，美術社的成員。
東雲杏子（聲優：新堂真弓）
身高：156cm，體重：49kg，三圍：84/55/82
撫子學園2年級學生，美術社的社長。
此之花圓（聲優：春日アン）
身高：158cm，體重：45kg，三圍：86/56/84
繚亂學園1年級學生，演劇社的成員。
立花珪
身高：168cm，體重：58kg，三圍：86/54/84
撫子學園2年級學生，學生會的副會長，杏子的青梅竹馬。
鷺之宮紬（聲優：ヒマリ）
身高：158cm，體重：46kg，三圍：92/56/87。
撫子學園3年級學生，學園理事長鷺之宮藍的侄女，兼任姊妹學校繚亂學園的理事長。
穗高蘭（聲優：ひなき藍）
身高：162cm，體重：54kg，三圍：81/58/80
撫子學園1年級學生，演劇社的成員。
仁瀬三葉（聲優：金松由花）
身高：143cm，體重：35kg，三圍：69/45/72
撫子學園的附校學生，彩月的妹妹。

## 主題曲
片頭曲
作曲、編曲：ARA，作詞、主唱：結月そら
片尾曲
作曲、編曲：ARA，作詞、主唱：結月そら

## 外部連結
- PC版官方網站（页面存档备份，存于）（日語）
- PSP版官方網站（日語）